# Laskár
Laskár es un municipio del distrito de Martin en la región de Žilina, Eslovaquia, con una población estimada a final del año 2024 de 133 habitantes.
Se encuentra ubicado al oeste de la región, cerca del curso alto del río Váh (cuenca hidrográfica del Danubio) y del parque nacional de Veľká Fatra.

## Demografía
| Año        | 1994 | 2004     | 2014     | 2024   |
| ---------- | ---- | -------- | -------- | ------ |
| Población  | 90   | 104      | 125      | 133    |
| Diferencia |      | +15,55 % | +20,19 % | +6,4 % |

| Año        | 2023 | 2024    |
| ---------- | ---- | ------- |
| Población  | 131  | 133     |
| Diferencia |      | +1,52 % |